# Valmanya
Valmanya település Franciaországban, Pyrénées-Orientales megyében. Lakosainak száma 34 fő (2022. január 1.). Valmanya Baillestavy, La Bastide, Corsavy, Casteil, Taurinya és Estoher községekkel határos.

## Népesség
A település népessége az elmúlt években az alábbi módon változott:
| Lakosok száma | 41   | 36   | 35   | 34   | 34   | 34   | 34   | 34   | 34   |
|               | 2013 | 2015 | 2016 | 2017 | 2018 | 2019 | 2020 | 2021 | 2022 |